# Rodrigo Jordan
Rodrigo Hernán Jordan Fuchs (n. Santiago, 30 de junio de 1959) es un empresario, profesor universitario, emprendedor social y montañista chileno. Entre 1998 y 2000 fue director ejecutivo de Canal 13.
Considerado un destacado montañista, fue el líder de la primera expedición sudamericana en llegar a la cumbre del Everest en 1992. Repitió la ascensión en 2012 y 2016 por rutas distintas, transformándose en 1 de solo 3 personas en el mundo en haber subido el Everest por sus tres caras. Además ha realizado numerosas expediciones a montañas en todo el mundo y es autor de una serie de libros y documentales que relatan estas aventuras. 

## Familia y estudios
Su padre fue Ricardo Jordán, y su madre fue Sonia Fuchs la destacada directora ejecutiva del área dramática de TVN, quienes fallecieron en un accidente tripulando una avioneta, en 1991. Tiene dos hermanos: Ricardo y Pablo. Cursó sus estudios en el San Gaspar (Ñuñoa) en The Grange School (La Reina), ambos en Santiago, donde se graduó en 1976.
En 1983 se graduó como ingeniero civil industrial de la Pontificia Universidad Católica de Chile, obteniendo el Premio Roberto Ovalle Aguirre a la mejor tesis de ingeniería, otorgado por el Instituto de Ingenieros de Chile. En la Universidad de Oxford, Inglaterra, obtuvo el grado de doctor por su tesis sobre «Innovación y pobreza urbana». Ha sido profesor en la Escuela de Ingeniería de la Pontificia Universidad Católica de Chile.
Tiene tres hijas: Sofía, Natalia y Elisa.

## Vida profesional
De regreso en Chile, entre 1990 y 1994 fue director del Centro de Educación a Distancia de la Pontificia Universidad Católica de Chile (Teleduc) y además se desempeñó como secretario ejecutivo del Consejo Asesor del Presidente de la República de Chile para el Deporte y la Recreación.

### Empresario
En 1994, creó la empresa Vertical S.A., y la Fundación Vertical, la cual realiza programas de educación y capacitación en liderazgo, habilidades sociales y desarrollo organizacional a instituciones, empresas y sectores sociales marginados.
El año 1997 hizo en Canal 13 el documental la aventura del cambio.
Entre 1998 y 2000, fue director ejecutivo de la Corporación de Televisión de la Universidad Católica de Chile (Canal 13).
En 2010 creó el Instituto Profesional Vertical, una organización educacional que capacita y forma profesionales de la naturaleza, a través de las carreras de turismo en la naturaleza y deporte aventura.

### Profesor
Ha sido profesor de la Escuela de Ingeniería de la Pontificia Universidad Católica de Chile (PUC).
Es profesor de Liderazgo del Magíster en Administración de Empresas de la PUC (MBA-UC) y participa en diversos programas del Centro de Desarrollo Directivo de la misma Universidad (CDD-UC).
Desde 2008 es profesor de Educación Ejecutiva en la Wharton School of Business, Universidad de Pennsylvania.

### Emprendedor social
Producto de su tesis y su Presidencia en la Fundación Vertical, fue invitado a participar en la Fundación para la Superación de la Pobreza, en junio de 2004. La misión de la fundación es promover mayores grados de equidad e integración social en Chile, que aseguren el desarrollo humano sustentable de las personas que hoy viven en situación de exclusión social. Al año siguiente asumió como Presidente del Directorio, cargo en el que se desempeñó durante 10 años. Al año 2018 sigue siendo miembro de su directorio.
Entre 2012 - 2018 fue presidente del directorio de América Solidaria Internacional. 
Desde junio de 2018 es presidente del directorio de la Comunidad de Organizaciones Solidarias.y movidos por Chile.
En 2013 fue nombrado por el presidente Sebastián Piñera para presidir la Comisión para la Medición de la Pobreza, que transformó la forma de medir pobreza en Chile, cambiándola desde una medición de pobreza por ingresos a usar el concepto de pobreza multidimensional.
Además, es penalista del programa Siempre es hoy de Tele13 Radio, conducido por Carolina Urrejola y Pablo Aranzaes.

## Expediciones
Junto a su formación y carrera académica tiene una trayectoria como deportista, que se inició en el rugby, deporte que practicó en su etapa escolar llegando a ser seleccionado nacional juvenil. Cuando era estudiante universitario, inició su actividad como andinista tomando cursos de montañismo y realizando una serie de ascensiones de alta montaña en Chile, Argentina, Alaska, Perú y Bolivia. Se destacó en esta actividad y la continuó más allá de su etapa estudiantil, obteniendo el premio al «Mejor deportista en andinismo», otorgado por el Círculo de Periodistas Deportivos de Chile.
Paralelamente al desarrollo de su tesis de doctorado en Oxford, realizó un curso de especialización como instructor de montaña en la National School for Outdoor Activities de Gran Bretaña. Por su expedición a los montes Kenia y Kilimanjaro, en África, obtuvo el premio Irvine Travel Award, otorgado por la Universidad de Oxford a la mejor expedición del año.
El 15 de mayo de 1992 lideró al primer grupo de latinoamericanos en alcanzar la cumbre del Monte Everest (8.848 msnm), la montaña más alta del mundo. La ruta de ascensión fue por la pared este, la llamada Cara del Kangshung que, dada su extrema dificultad, hasta 2018 ha sido escalada en solo cuatro oportunidades. En 1996 lideró otra exitosa expedición chilena, esta vez al K2 (8.611 msnm), la segunda montaña más alta del mundo, situada en el Karakoram. Esa fue la primera ascensión integral de la arista Sur-Sureste. 
Entre noviembre de 2002 y enero de 2003 lideró la expedición científico-deportiva Antártica 2002-03. En 54 días y sin apoyo externo, recorrieron 400 kilómetros de territorio montañoso inexplorado y recogieron valiosas muestras geológicas y glaciológicas para diversos estudios científicos sobre Antártica. En 2003 desarrolló la primera expedición educacional para el programa de MBA de Wharton School of Business a Patagonia.
En mayo de 2004, lideró su cuarta expedición al Everest, dirigiéndola por la ruta del Glaciar Khumbu y logrando colocar nueve alpinistas en la cumbre. Entre los integrantes de ese equipo destaca Andrónico Luksic Craig. 
Exactamente dos años más tarde, en mayo de 2006, dirigió otra empresa exitosa para escalar la cuarta montaña más alta del mundo, Lhotse, con 8.516 metros de altitud. La expedición logró colocar once alpinistas en la cumbre y tuvo por objetivo celebrar la contribución del profesor Claudio Lucero al desarrollo del montañismo y la educación al aire libre en Chile. 
En enero de 2008 participó en la expedición de la National Geographic Society y el New York's Explorer Club a Antártica. Durante seis semanas recorrieron en kayak la vertiente occidental de la Península Antártica para evaluar y documentar los efectos del cambio climático en el continente. El mismo año, dirigió una expedición que incluyó kayak y trekking en Groenlandia, también destinada a documentar los efectos del cambio climático en el hielo norte.
En mayo del 2012, en conmemoración de los 20 años de la primera ascensión sudamericana al Everest, dirigió una expedición con escaladores jóvenes por la ruta normal (sur) del Nepal. Esta sería su segunda vez en la cumbre del Everest. En esta oportunidad la expedición logró llevar a 18 personas a la cumbre.
Al año siguiente, en febrero, se reembarcó en el Pelagic Australis para una expedición internacional de un mes de alpinismo antártico, dirigida por Stephen Venables y Skip Novak. Subió el Monte Scott y el Monte Agamemnon. 
En septiembre del 2014, nuevamente bajo el comando de Stephen Venables y Skip Novak, realiza una expedición a las Islas Georgias del Sur donde hace la primera ascensión de las tres cumbres del Tridente, montaña descubierta por Ernest Shackleton 98 años antes. American Alpine Journal publicó un artículo de la expedición al año siguiente, donde se relata esta travesía.
En 2016 dirige una sexta expedición al Everest, esta vez por la cara norte, en el Tíbet. En esta oportunidad logra su tercera ascensión del Everest y transformándose en el único escalador occidental en subir las tres caras del Everest.

## Distinciones
En toda su carrera ha recibido diversos premios y distinciones. La revista Time, en 1995, lo catalogó como uno de los líderes del “próximo milenio”.
Ha sido miembro de número en la Sociedad Geográfica Real del Reino Unido y también vice-presidente honorario de la Unión Internacional de Asociaciones de Alpinistas (UIAA). Por su trabajo devolviendo a la comunidad en una forma creativa y significativa, en Estados Unidos fue seleccionado como “Endeavor Entrepreneur”.[cita requerida]
En los años 2000 y 2008 fue invitado por Rolex Awards for Enterprise como jurado para definir el premio Rolex al Espíritu de Iniciativa.
En septiembre de 2004 fue honrado por el Ministerio de Educación del Gobierno de Chile con la Orden al Mérito Docente y Cultural Gabriela Mistral en el grado de Caballero, distinción que se otorga a personalidades nacionales y extranjeras que hayan prestado servicios eminentes en beneficio de la educación, la cultura y el enaltecimiento de la función docente.
En 2008 fue distinguido por el Centro de Educación Geográfica Gilbert Grosvenor de la Texas State University con la medalla Gilbert M. Grosvenor (presidente de la Junta Directiva de National Geographic). Es la primera vez que esta distinción, entregada a quienes destacan por sus contribuciones a la educación de la geografía, recae en un ciudadano no estadounidense.
La Asociación Nacional de Avisadores le otorgó el Premio ANDA 2010, en reconocimiento a sus importantes aportes al desarrollo y enaltecimiento de la mercadotecnia y las comunicaciones.

## Publicaciones
- Everest. El desafío de un sueño (2002)[26]
- K2. El máximo desafío
- Planeta Antártica
- Lhotse. La montaña de los vientos
- Antártica/Groenlandia, expediciones al corazón del cambio climático
- Un día en Chile
- Liderazgo Real de los fundamentos a la práctica Rodrigo Jordan y Marcelino Garay
- Horizonte Vertical[27]

## Filmografía
- Everest 1986: La pérdida de un compañero
- Denali 1982: La montaña del ártico
- Everest 1992: El desafío de un sueño
- K2 1996: El máximo desafío
- África 1997: Más cerca del cielo
- Antártica 2002: Planeta Antártica
- Everest 2004: Sueños y realidad
- Lhotse 2006: Lucero, la pasión de un maestro
- Antártica 2008: Terra Antártica, redescubriendo el séptimo continente
- Groenlandia 2008: Expedición al corazón del cambio climático
- Everest 2012: La nueva generación
- Everest 2012: Nuestras razones